# Ahtum

Voivodato de Ahtum.

Ahtum, también Achtum o Ajtony (en búlgaro: Охтум, húngaro: Ajtony, rumano: Ahtum, serbio: Ахтум), fue un gobernante local (vaivoda, «rey»,, «príncipe» o caudillo tribal) en el moderno Banato (ahora dividido entre Rumania y Serbia) en las primeras décadas del siglo XI. El rey san Esteban I de Hungría (1000/1001-1038) envió a Csanád, uno de los antiguos sirvientes de Ahtum, para luchar contra él. Csanád derrotó y mató a Ahtum en nombre del rey, incorporando así el territorio al Reino de Hungría.
Eruditos rumanos (por ejemplo, A. Madgearu, I. A. Pop) ven a Ahtum como el último miembro de una dinastía nativa establecida a principios del siglo X por Glad, que es mencionado exclusivamente en el Gesta Hungarorum del siglo XIII como opositor a la invasión húngara.